# Eo (instrument)
L'eo (hangul: 어; hanja: 敔) és un instrument de percussió de Corea, de la família dels idiòfons. Està fet de fusta tallada amb forma de tigre amb una serra a l'espatlla amb vint-i-set dents de fusta, tot ell en un suport rectangular. Es toca amb una vara de fusta de bambú oberta en nou tires, per a marcar els finals de seccions. El seu nom deriva del xinès yǔ. S'empra en les pràctiques on les peces són de procedència xinesa.
Aquest tigre de fusta s'utilitza a les cerimònies Confucianes i les cerimònies del santuari ancestral reial per posar fi a la música orquestral. L'intèrpret dona tres cops al cap del tigre i després passa la vara de bambú per damunt la serra. Aquest patró es repeteix tres vegades.